# 101 (szám)
A 101 (római számmal: CI) a 100 és 102 között található természetes szám.

## A szám a matematikában
A tízes számrendszerbeli 101-es a kettes számrendszerben 1100101, a nyolcas számrendszerben 145, a tizenhatos számrendszerben 65 alakban írható fel.
A 101 páratlan szám, prímszám, kanonikus alakja 1011, normálalakban az 1,01 · 102 szorzattal írható fel. Két osztója van a természetes számok halmazán, ezek növekvő sorrendben: 1 és 101.
A 103 ikerprím párja. Az Eisenstein-egészek körében Eisenstein-prím. Jó prím. A 101 n2 + 1 alakú prímszám (lásd: Landau-problémák).
Középpontos tízszögszám.
A legnagyobb ismert 10n + 1 alakú prímszám.
A 101 hat szám valódiosztó-összegeként áll elő, ezek a 291, 979, 1411, 2059, 2419 és 2491.

## A tudományban
- A periódusos rendszer 101. eleme a mendelévium.

## Egyéb
- 101, Depeche Mode koncertalbum.
- 101-es szoba George Orwell 1984 című könyvében
- 101 kiskutya, Doddie Smith regénye, illetve Walt Disney rajzfilmje
- A világ legnagyobb (már elkészült) felhőkarcolója a Taipei 101, Tajvanban